# L'aquilone (Pascoli)
L'aquilone è una poesia di Giovanni Pascoli, composta nel 1897, e appartenente alla raccolta Primi poemetti.

## Analisi
«C'è qualcosa di nuovo oggi nel sole,

anzi d'antico: io vivo altrove, e sento

che sono intorno nate le viole».

(Giovanni Pascoli, L'aquilone, vv. 1-3)
La percezione di qualcosa di diverso nell'aria fa immergere il poeta nel ricordo degli anni della fanciullezza, in cui frequentava il collegio dei Padri Cappuccini a Urbino.
Il profumo delle viole primaverili è quello di una mattina in cui non c'era scuola, e lui e i suoi compagni, usciti tra le siepi spoglie punteggiate ancora dal rosso delle bacche risalenti all'autunno, giocavano felici a far volare «le bianche ali sospese»: gli aquiloni.
Alla descrizione del rapido muoversi dell'aquilone nel cielo turchese, evidenziato da un asindeto («ondeggia, pencola, urta, sbalza, / risale, prende il vento»), segue un grido di delusione per la sua improvvisa caduta, dovuta a un soffio di vento sbilenco, che introduce la seconda parte della poesia.
Lo strillo si è tramutato nelle voci dei compagni nella camerata del collegio del poeta, che egli riconosce a uno a uno. Il ricordo si sofferma in particolare sulla morte prematura di un suo caro amichetto, per il quale Giovanni Pascoli aveva allora pianto e pregato.
Il viso pallido di quel corpo tuttavia ancora giovinetto suscita nel poeta l'amara considerazione di come la morte abbia risparmiato al suo compagno le sofferenze della vita adulta, poiché al vento questi non vide «cader che gli aquiloni».
Pascoli sa che anche lui presto verrà a fargli compagnia sotto terra, dove è meglio venirci «ansante, roseo, molle di sudore», stringendo al petto l'aquilone, metafora della fanciullezza, mentre la mamma come ultimo gesto d'amore gli pettina i capelli «adagio, per non farti male».

### Composizione
Una delle poesie più amate da Giovanni Pascoli, L'aquilone fu composta dall'autore negli anni in cui si trovava a Messina, quando era professore universitario di letteratura latina: è qui che egli vive «altrove», dove nonostante la stagione invernale avverte già una novità "antica" nell'aria, un'«aria d'altro luogo e d'altro mese e d'altra vita» che lo riporta alle primavere giovanili trascorse ad Urbino.

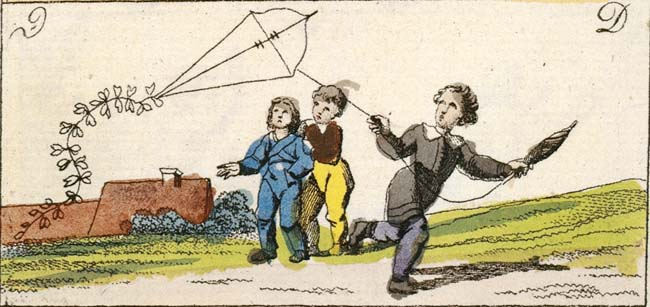
Ragazzi fanno volare un aquilone, in un'incisione del 1828.

I versi della poesia sono endecasillabi organizzati in terzine dantesche a rima incatenata secondo lo schema metrico ABA, BCB, CDC ecc.
Dopo i primi versi, la descrizione della natura, ricca di dettagli paesaggistici, sembra avvenire come se il poeta la stesse vivendo al presente e non più rammentandola da un tempo lontano. Il ricordo si trasforma così in una visione quasi onirica che viene inoltre dilatata da numerosi enjambement oltre che da anafore, cioè ripetizioni di espressioni come «sono nate», «un'aria», «s'inalza», l'esclamazione «oh».
Centrale è poi l'immagine dell'aquilone, assimilato ora ad una cometa, ora ad un fiore, che sfugge alla presa dei bambini trasportando con sé in alto il loro cuore, come la morte che colse l'amico scomparso anzitempo, preservandone l'innocenza. Una fanciullezza rimasta pura e intatta, come quella del poeta, che in un certo senso avvertiva di essere lui stesso rimasto bambino:
(Giovanni Pascoli, dalle Lettere agli amici urbinati,  pag. 37, a cura di G. Cerbone Baiardi, Istituto Statale d'Arte di Urbino, 1963)